# The Storm (film, 2009)
Pour les articles homonymes, voir The Storm.
Pour plus de détails, voir Fiche technique et Distribution.
The Storm ou Détresse dans la tempête (De Storm) est un film catastrophe néerlando-belge réalisé par Ben Sombogaart, sorti en 2009.

## Synopsis
Inspiré d'une catastrophe naturelle où l'inondation est causée par la mer et survenue en Zélande dans le sud-ouest des Pays-Bas la nuit du 31 janvier au 1er février 1953, une très jeune femme vient d'accoucher d'un enfant illégitime car son compagnon est parti. Ni les habitants et ni son père n'acceptent ce scandale, à cause de la religion. Survient la nuit, les villageois sont surpris par la montée de l'eau…

## Fiche technique
- Titre international : The Storm
- Titre original : De Storm
- Titre français : Détresse dans la tempête
- Réalisation : Ben Sombogaart
- Scénario : Marjolein Beumer et Rik Launchpach
- Décors : Hubert Pouille
- Costumes : Linda Bogers
- Photographie : Piotr Kukla et Michel van Laer
- Montage : Herman P. Koerts
- Musique : Fons Merkies
- Production : Johan Nijenhuis et Alain De Levita
- Société de production : NL Film en TV
- Société de distribution : Universal Pictures
- Budget : 6 300 000 d'euros
- Pays d'origine : Pays-Bas et Belgique
- Langue originale : néerlandais
- Format : Couleur — 2.35 : 1
- Genre : Catastrophe et drame
- Durée : 96 minutes
- Dates de sortie :
  -  Pays-Bas : 17 septembre 2009
  -  Belgique : 30 septembre 2009
  -  France : 17 février 2011 (DVD et Blu-Ray)

## Distribution
- Sylvia Hoeks : Julia
- Barry Atsma : Aldo
- Dirk Roofthooft : Le père de Julia
- Monic Hendrickx : La mère de Julia
- Katja Herbers : Krina
- Lottie Hellingman : Stientje
- Chava Voor in 't Holt : L'amie de Julia
- Serge Price : Felix

## Analyse
Les scènes du film sont tournées en Belgique, où la production a transformé un polder. Quant à la tempête spectaculaire, elle a été montée avec des images de synthèse.